# Agapanthia violacea
Agapanthia violacea es una especie de escarabajo del género Agapanthia, familia Cerambycidae. Fue descrita científicamente por Fabricius en 1775.
Habita en Albania, Alemania, Austria, Bélgica, Bosnia y Herzegovina, Bulgaria, Crimea, Croacia, España, Francia, Grecia, Hungría, Irán, Italia, Luxemburgo, Macedonia, Moldavia, Nueva Guinea, Polonia, Rumania, Sicilia, Eslovaquia, Eslovenia, Suiza, Chequia, Turquía, Ucrania y Yugoslavia. Esta especie mide aproximadamente 7-13 mm y su período de vuelo ocurre en los meses de mayo, junio, julio y agosto.